# Edgar Herrmann

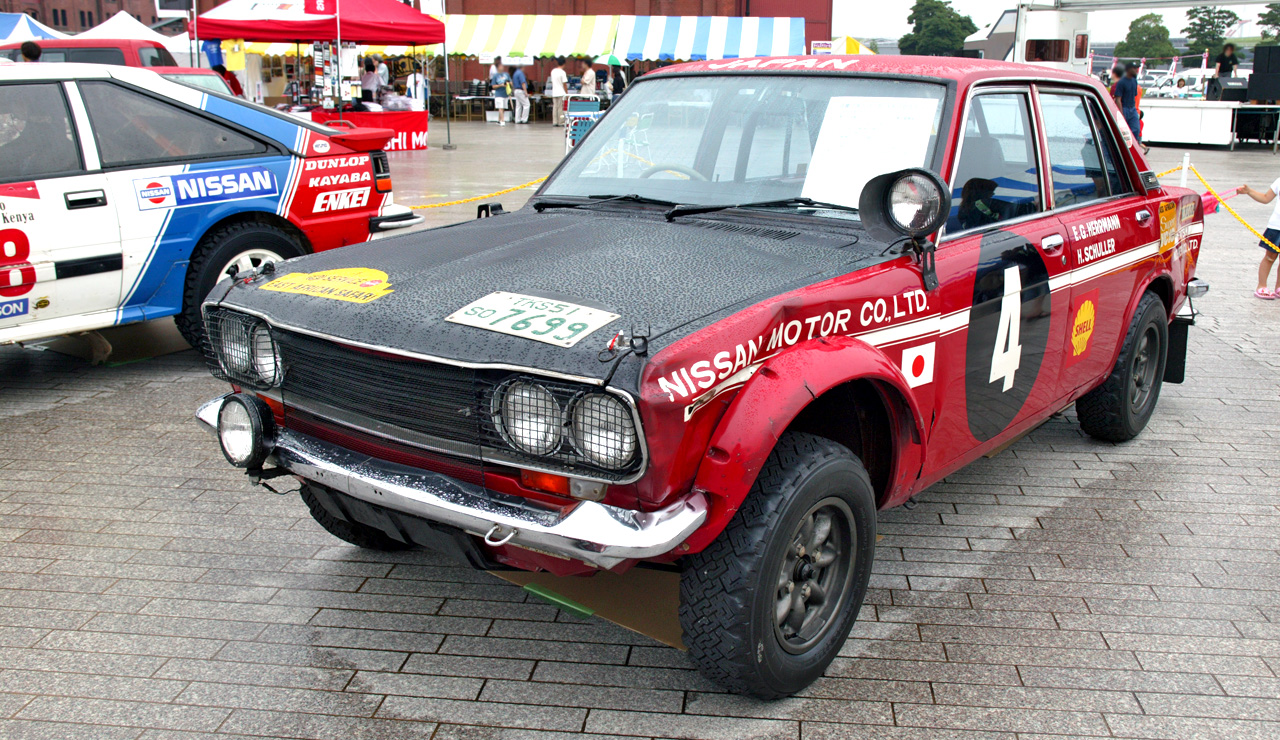
La Datsun 1600 SSS d'Edgar Herrmann en 1970 au Safari Rally.

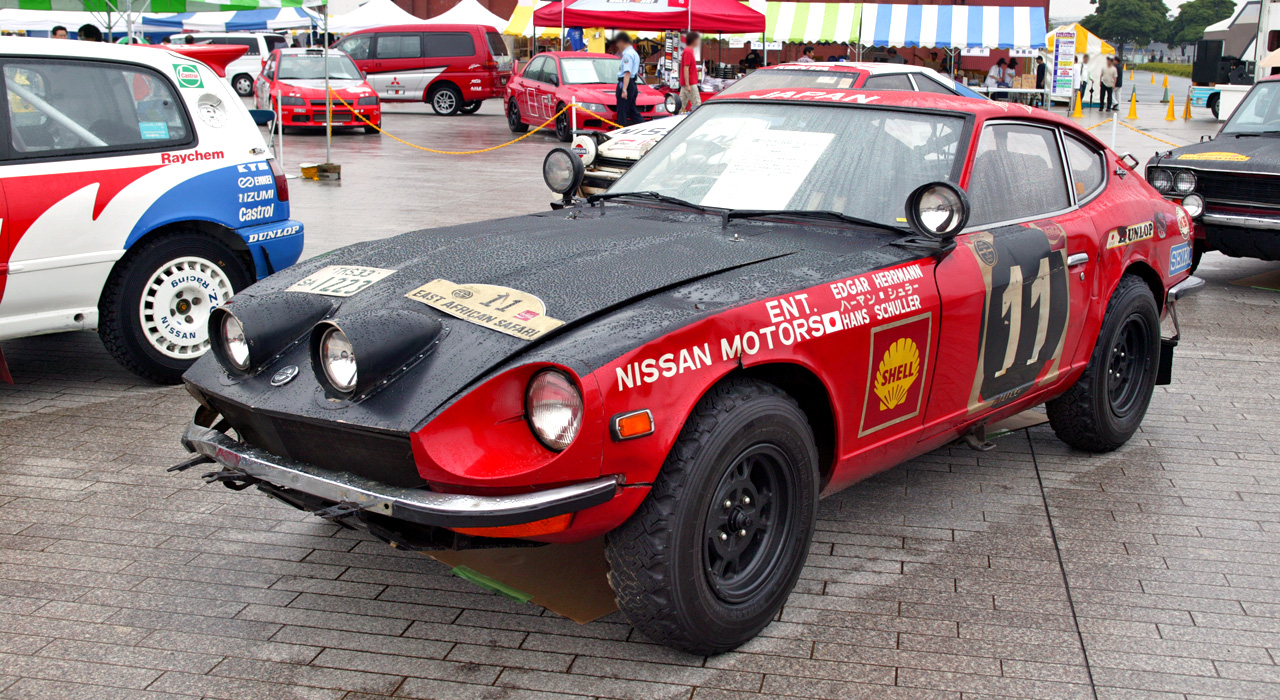
La Datsun 240Z d'Edgar Herrmann en 1971 au Safari Rally.

Edgar Herrmann, né le 20 février 1932, est un ancien pilote de rallyes, né en Allemagne et de nationalité kényane.

## Biographie
Ce pilote germano-kényan exerça longtemps le métier de gérant d'hôtel, sur la côte kényane à Malindi.
Son compatriote européen Hans Schüller fut son copilote attitré jusqu'en 1974, tous les deux remportant à deux reprises consécutives le Rallye du Kenya pour le Nissan Motor Corp. team.
Il disputa ce rallye régulièrement jusqu'en 1985 (alors sur Mitsubishi Starion Turbo), y concourant annuellement sur Porsche 911 jusqu'en 1968.
Lui-même y devint aussi copilote, du suisse Hanspeter Ruedin, le temps des éditions 1982 et 1983.

## Palmarès
- Liège-Rome-Liège: 1967 (avec Jochen Neerpasch et Vic Elford sur Porsche);
- Rallye d'Australie de l'est (East Australian Rally Tour (en)): 1970, sur Datsun 1600SSS (ex æquo avec Jean-Claude Ogier sur Citroën DS 21[1]);
- 1er East African Safari Rally du Kenya: 1970, sur Datsun 1600SSS (copilote Hans Schüller) (épreuve du Championnat du monde des constructeurs - IMC);
- 1er East African Safari Rally du Kenya: 1971, sur Datsun 240Z (copilote Hans Schüller) (IMC);
- 5e Rallye Côte d'Ivoire Bandama:  1973, sur Datsun 180B SSS (copilote H.Schüller - hors WRC);
  - 5e du safari rally en 1969 sur Datsun P510 UWTK (copilote H.Schüller), et 1972 sur Datsun 240Z (idem - IMC);
  - 13e du safari rally en 1983 (copilote alors), sur Mitsubishi Lancer Turbo (pilote H.Ruedin) (WRC);
  - 14e du américain Press-on-Regardless rally en 1973 (copilote Joe LeBeau) (WRC);
  - 17e du RAC rally britannique en 1971 (copilote H.Schüller) (IMC).